# Merwede
Merwede (nizozemska izgovorjava: [ˈmɛrˌʋeːdə]) etimologija je negotova, verjetno izpeljanka iz starodavne nizozemske besede Merwe ali Merowe, besede, ki pomeni "široka voda") je ime več povezanih odsekov reke na Nizozemskem, med mesti Woudrichem, Dordrecht in Papendrecht. Reka je del delte Ren-Meuse-Šelda in jo večinoma napaja reka Ren.
Sprva se nepovezana rokav Meuse združi z Waalom pri Woudrichemu in tvori Boven Merwede (Zgornji Merwede). Nekaj kilometrov dolvodno se razcepi na Beneden Merwede (Spodnji Merwede) na desni in Nieuwe Merwede (Novi Merwede) na levi. Vse te reke so plimne. Novi Merwede se združi z Bergse Maas blizu Lage Zwaluwe, in tvori estuar Holandskega Diepa, ter ločuje otok Dordrecht od narodnega parka Biesbosch. Spodnji Merwede se pri Papendrechtu razcepi na reko Noord in Stari Maas.

## Zgodovina
V srednjem veku je bilo ime Merwede (ali "Merwe" v srednji nizozemščini) ime neprekinjenega odseka reke, ki je veljal za spodnji del reke Waal (glavna razdelilni rokav Rena) in je nosil njeno ime vse do morja. Kasneje je bilo ime Merwede zavrženo dolvodno od mesta Papendrecht in nadomeščeno z reko Noord in, še nižje, Novi Maas. Samo del reke med Woudrichemom in Papendrechtom je ohranil svoje ime.
Zmeda imen rek je posledica dveh večjih poplav, ki sta povzročila pomemben premik v tokovih in tokovih spodnjih rek. Prvi od teh dogodkov je reko Meuse (Maas) prisilil, da se usmeri proti severu, in ustvaril neposredno povezavo med Meuse in Merwede pri mestu Woudrichem. Imena več odsekov spodnjih rek so bila nato spremenjena, da bi odražala to, na primer Stari Maas in Novi Maas.
Med drugo poplavo (poplave sv. Elizabete) je večja razpoka v obalnih sipinah Nizozemske ustvarila zaliv, ki je sčasoma dosegel Merwede, s čimer je nastala nova, bolj južna in krajša pot do morja. Večji del toka reke Meuse in precejšen del toka Rena (preko Waala) sta bila preusmerjena na to novo pot (sedanji Biesbosch, Holandski Diep in Haringvliet). Od takrat sta Stari Maas in Novi Maas dobivala malo vode iz Meuse. V zadnjih stoletjih se je vpliv Meuse še bolj zmanjšal, do te mere, da sta bila glavna odseka reke, imenovana Stari Maas in Novi Maas, popolnoma odrezana od reke Meuse.
Sedanji Merwede in vsi njegovi nižji tokovi (ki se zdaj imenujejo Severna reka, Stari Maas in Novi Maas ) se zdaj posledično skoraj izključno napajajo z Renom, medtem ko je Meuse dobila lastno umetno ustje, Bergse Maas, in obe reki Ren in Meuse sta zdaj večinoma ločena, da se zmanjša nevarnost poplav. Ta ločitev rek Ren in Maas velja za največji dosežek v nizozemskem hidrotehničnem inženirstvu pred dokončanjem gradenj Zuiderzee Works in Delta Works. 
Merovinška dinastija je verjetno dobila ime po tej reki.